# 胡雍
胡雍（1458年—？），字伯雍，山西寬河衛官籍臨縣人，明朝政治人物。

## 生平
弘治二年己酉科順天府鄉試第四十名舉人。弘治三年（1490年）中式庚戌科會試第二百八十七名，三甲第一百二十六名進士。曾任户部员外郎、保宁府知府，正德十三年，出任四川右参政。

## 家族
曾祖胡斌，正千戶；祖父胡全，指揮僉事；父胡安，指揮僉事。母趙氏（封恭人）。严侍下。
其孙胡元，拔贡。其后世居山西吕梁临县桃塌村、胡家圪垛、龙王沟。